# ヨハネス・ファンヒアデン
ヨハネス・ファン・ヒアデン（Johannes van Heerden、1986年12月9日 - ）は、リーガ・ナツィオナーラ・デ・ラグビー、CSディナモ・ブクレシュティに所属するラグビーユニオン選手。

## プロフィール
- 南アフリカ共和国・プレトリア出身。
- ポジションはロック(LO)、フランカー(FL)。
- 身長 196cm、体重 118kg
- ルーマニア代表キャップは44(2020年6月現在)でワールドカップ2015のルーマニア代表に選ばれた[1]。

## 略歴
プーマス、グリフォンズ、バヤ・マーレ、ブカレスト・ウルブズ、CSMブカレスト、USAペルピニャンを経て、2019年にCSディナモ・ブクレシュティに加入。